# Mopsz
A mopsz vagy pug nagy múltú, valószínűleg kínai eredetű kutyafajta, amely az FCI fajtacsoportok beosztása szerint a IX. (társasági kutyák) fajtacsoport legnagyobb testű fajtája.

## Történet

### Kínai eredet
A tudósok a mai napig sincsenek tisztában azzal, hogy mikor alakultak ki olyan rövidszőrű, kunkorodó farkú és rövid orrú kutyák, mint a mopsz. De abban egyeznek az álláspontok, hogy már időszámításunk előtt tenyésztettek a kínaiak kisméretű; rövid, széles és laposfejű kutyákat. Ezeket palotában tartották és általában eunuchok tenyésztették őket.
A rövid orrú kutyákat már jóval a kereszténység előtt ismerték Kínában. Sőt, az uralkodók kedvelt társai voltak, előfordult olyan is, hogy 4000 eunuch tevékenykedett egy tökéletes egyed létrehozásán. Ezen kínai kutyákat, csak a korabeli ábrázolások alapján ismerhetjük, amelyek viszont rendkívül stilizáltak. Mégis 3 alaptípust tudunk megkülönböztetni: az oroszlánkutyát, a pekingit és a lo-szét, amely a modern mopsz legvalószínűbb őse. Tenyésztésük során legfőbb fizikai elvárás az volt, hogy minél kisebb legyen, hogy rendelkezzen minél elasztikusabb bőrrel, rövid szőrrel és a hercegi jegyekkel (három ránc a pofán és egy függőleges csík). Nagyra becsülték a fehér fejfoltot is. Kívánatos volt a kompakt test, a jó csontozat, a lapos arc és a szögletes állkapocs.
A kereskedelem révén a Kelet és Nyugat szoros kapcsolatban állt egymással már a Han-dinasztia (i. e. 200) idején is. Viszont csak a Ming-dinasztia (1368–1644) alatt épültek ki a kereskedelmi kapcsolatok az európai kontinenssel: portugálokkal 1516-ban, a spanyolokkal 1575-ben, a hollandokkal 1604-ben kezdődött. A kereskedők hamar felismerték az üzleti lehetőségeket a kis testű kutyákban, így jutott a mopsz a nyugatra.

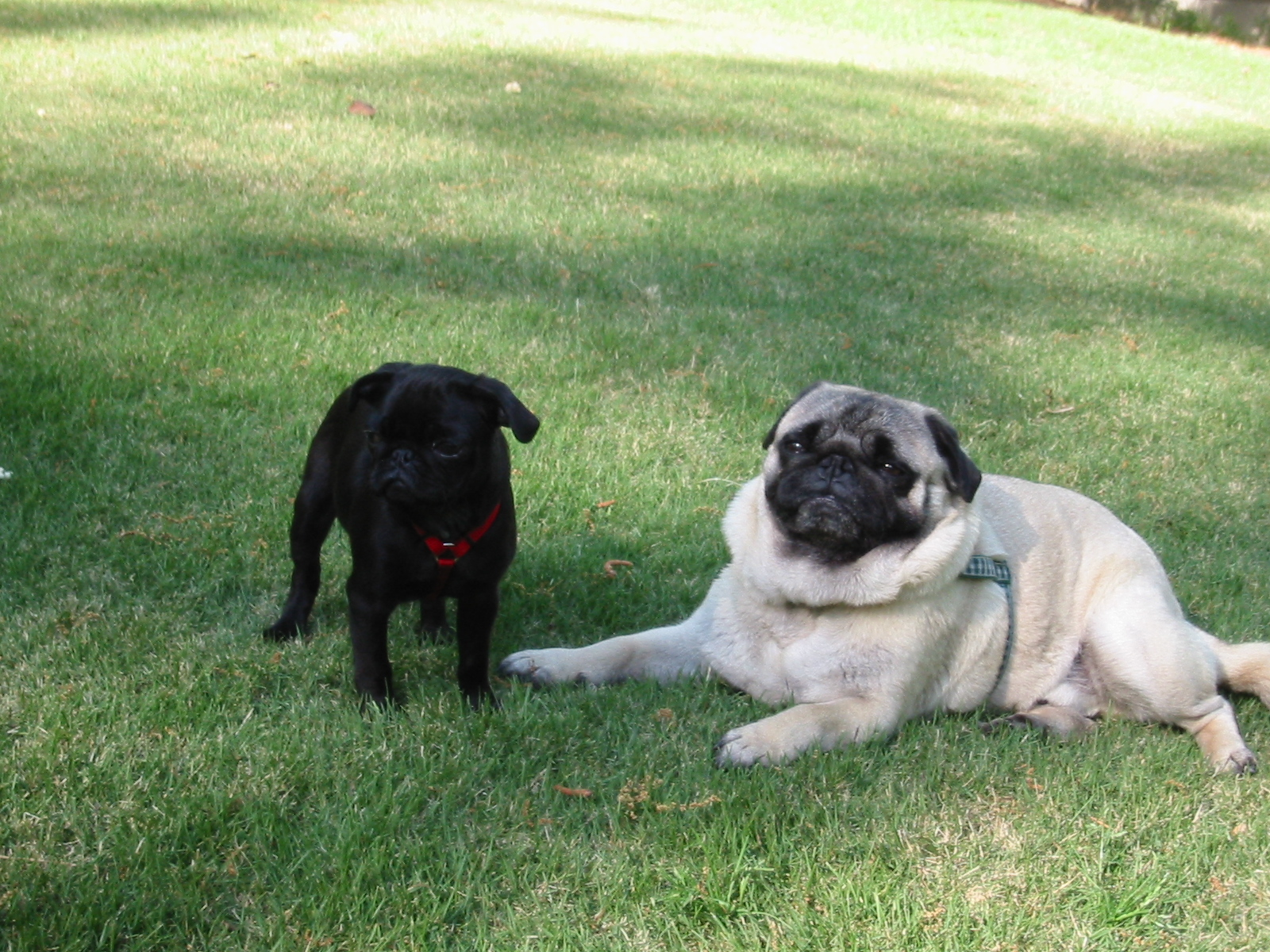
Mopsz

### Európai történet
Az európaiak már az oroszok előtt ismerték a lo-szét. A XVI–XVII. században érkezhettek rövid orrú, kicsi kutyák Kínából Nyugat-Európába. Valószínűleg a szelektív tenyésztés már ekkor a kissé hosszabb testű lo-sze kutyát zömökebbé változtatta.
A korai leírásokból kiderül, hogy a mopsz őse, a holland királyi udvarban is jelen volt. Egy alkalommal még az európai történelmet is megváltoztatta. Erről a történetről Sir Roger Williams számolt be először. Az eset valamikor 1571 és 1573 között történhetett, a spanyol-holland háború idején, amikor a spanyolok rajtaütöttek Hallgatag Vilmos táborán. Ezt senki nem vette észre a hollandok közül, csak a király Pompey nevű kutyája, aki rögtön felkeltette gazdáját és így a király megmenekült a spanyol fogság alól. Ezzel a kis jószág, az orániai uralkodóház jelképévé vált.
Vilmos dédunokája, III. Vilmos és II. Mária 1688-as esküvőjéről sem hiányozhattak, a narancs kendős kis szőrmókok. Ekkor már Európa egész területén ismerték a mopszot. Nevei: mops hond (Hollandia), mops (Svédország), mopsi (Finnország), mops hund (Németország), carlin, doguin (Franciaország), carlino (Olaszország), doguillo (Spanyolország), dutch mastiff (Anglia), smutmhadra (Írország).

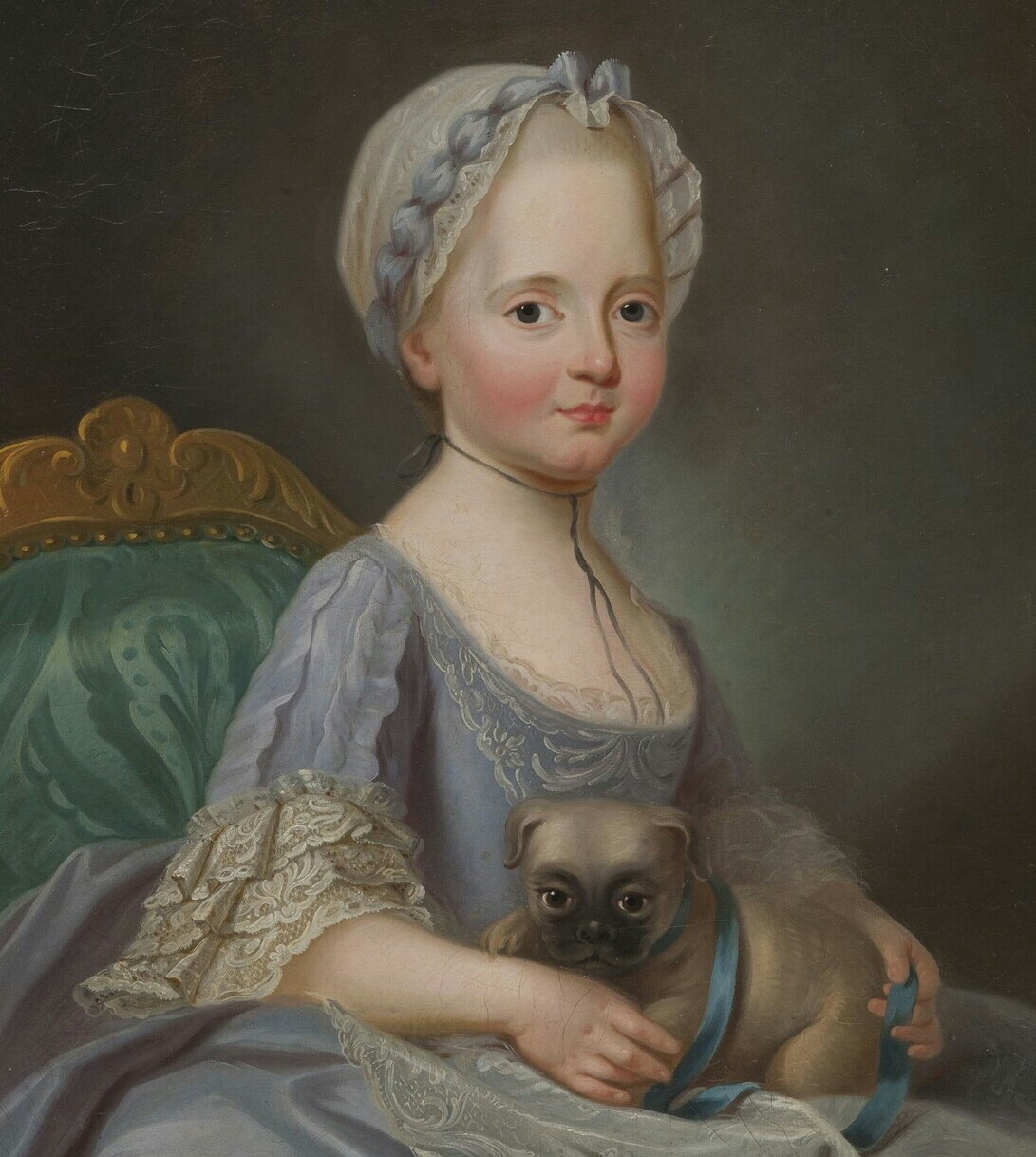
Madame Erzsébet (François-Hubert Drouais, 1770)

A XVII. század második felében már más országok udvaraiban is felbukkan: jelen van a francia, az olasz, a szász és a sok más német állam arisztokrata köreiben.
Miután III. Vilmos és felesége Angliába érkezett mopszjaival, hamar nagy népszerűséget kapott e kutyafajta. Az angol udvaroncok és arisztokraták hamar megszerették és az új király felé kifejezett lojalitásuk szimbólumaként tartották. A következő években egy mopsz és egy feketebőrű szolga elengedhetetlen tartozéka volt egy divatos angol arisztokratának. A mopsz-divat a 18. században is folytatódott, csúcspontját III. György uralkodása alatt érte el.

### A modern mopsz

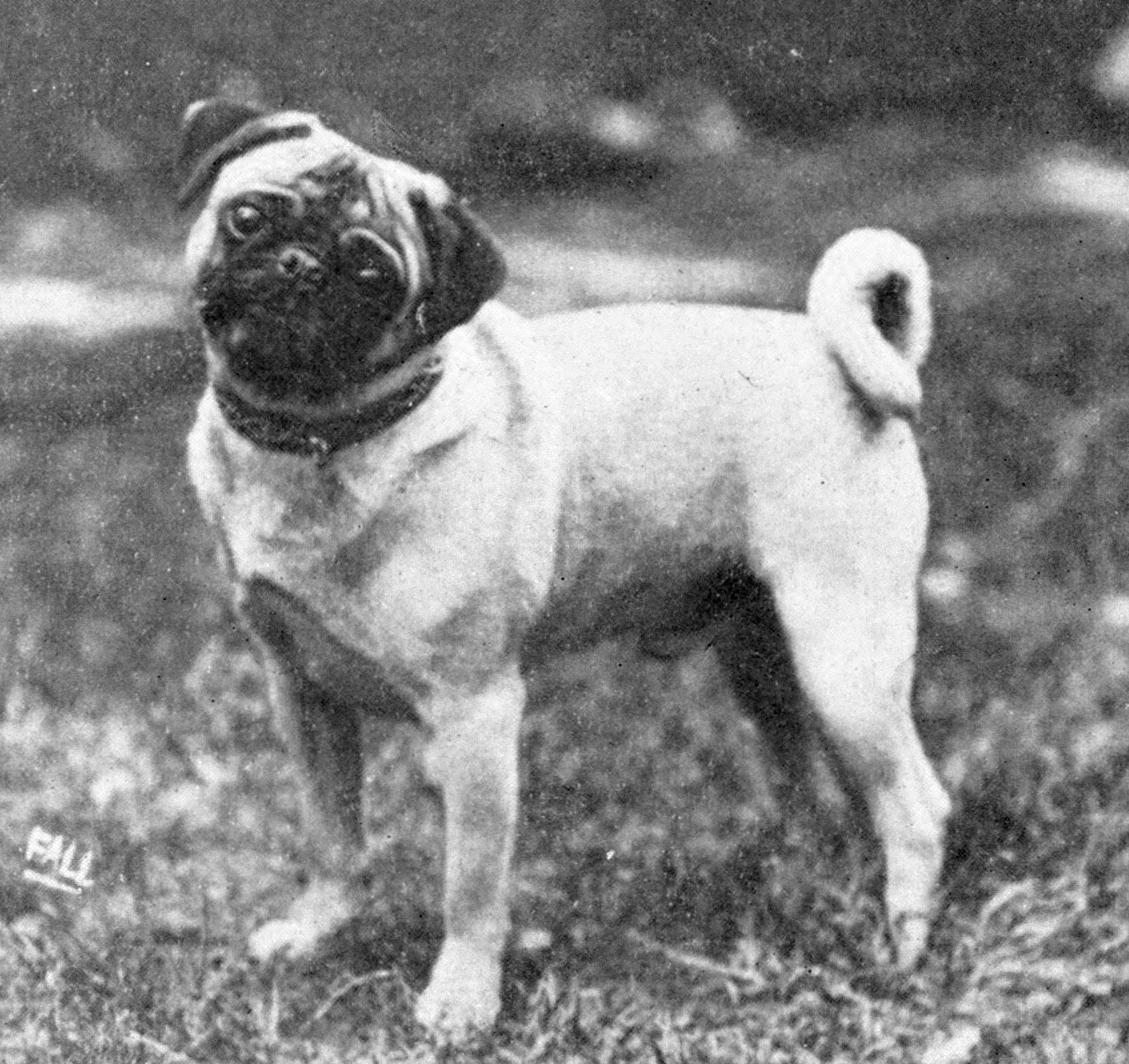
Mopsz 1915-ből

A 19. század folyamán a mopsz kiment a divatból. Ezt főleg a fajta megjelenésbeli és felépítésbeli romlásának tudható be. Ebben az időben mopszokat kereszteztek angol buldogokkal, és az ilyen kicsiket mopszként adták el. Valamint kezdett eltűnni nagyon sok tipikus fajtajegy: fekete maszk és a rövid, zárt szőrzetet is a hosszú, gyapjas kezdte felváltani.
Egészen a versenyszerű tenyésztés beindulásáig nem volt népszerű kutyafajta. Viszont, amikor ez bekövetkezett új lendületet kapott a mopsz tenyésztése. 1859–1874 között a Kennel Club hatvan-egynéhány győztes mopszot jegyzett fel.
A XIX. század első felében két vérvonal volt meghatározó. A régebbi, a Marrison vonal, feltehetőleg még Zsófia Sarolta brit királyné kutyáitól származik, aki III. György felesége volt. Ezekre az ebekre a zömök testfelépítés az inkább jellemző. A másik vérvonal a Lord és Lady Willoughby d’Eresby által kialakított volt. Ezek a kutyák inkább a világos szürkés szín, fehér jegyek, inkább nagyobb méret, könnyebb testfelépítés és a kisebb szem volt a jellemző. A Willoughby d’Eresby vérvonal fontos szerepet játszott az 1840-es évektől kezdve.
Mikor 1860-ban az angolok megszállták Peking városát, két mopszot is zsákmányoltak, amik végül Laura Mayhew tenyésztőhöz kerültek Twickenham-be. A két kutya úgy hasonlított egymásra mint két tojás, tiszta apricot-színűek voltak. Tőlük született Click, a mopsztörténelem talán legfontosabb kutyája, akire vissza lehet vezetni szinte minden amerikai és angol mopszot, ugyanis annyit fedezett ez a kutya.
1883-ban megalakult az angol Pug Club, és nemsokára a standard is megszületett. A fekete mopszok csak 1886-tól kaptak fontosabb szerepet, persze azelőtt is születtek fekete kiskutyák, de ezeket rendszerint vízbe fojtották. Persze nem mindegyiket, Viktória brit királynőnek is volt egy fekete mopsza, melynek ráadásul fehér jegyei is voltak. Azt mondják, ez a kutya Kínából származott és jó néhány fekete utódja született.
Néhány híres történelmi mopsztulajdonos:
- Orániai Vilmos, a „Hallgatag herceg” (1533–1584)
- III. Vilmos (1650–1702) és II. Mária (1662–1694)
- Voltaire (1694–1778) francia író és filozófus
- William Hogarth (1697–1764) angol festő és író
- Pompadour márkiné (1721–1764), XV. Lajos szeretője
- Marie-Antoinette (1755–1793), XVI. Lajos felesége
- Joséphine de Beauharnais (1763–1814), Napóleon első felesége
- Enghien hercege (1772–1804)
- Viktória brit királynő (1819–1901)
- Windsor hercege (1894–1972), aki Nagy-Britannia és Észak-Írország királyaként uralkodott VIII. Eduárd néven, és felesége, Mrs. Wallis Simpson-Warfield.

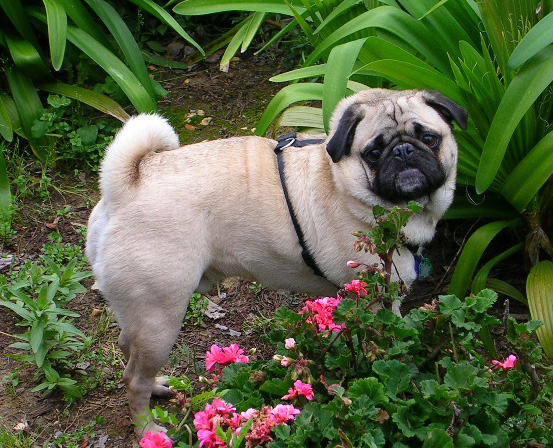
Mopsz

Napjaink híres mopsz tulajdonosai:
- Jessica Alba
- Valentino
- Gerard Butler
- Tori Spelling
- Goran Višnjić
- PewDiePie

## A fajta jellemzői

### Viselkedés és jellem
A mopsz 2 éves koráig hiperaktív kutya, akit már ilyenkor következetesen kell nevelni. Ez könnyen elérhető, ugyanis természetéből fakadóan utálja, ha a gazdája haragszik rá, és mivel szeret enni, ezért a jutalomfalatkákkal is kitűnő eredményeket érhetünk el nála, viszont vigyázni kell, mert hízásra hajlamos fajta.Az átlagéletkora 9-11 év
A mopsz külseje megtévesztő a tudatlan szemlélő számára. Ez a ráncos képű, dülledt szemű, mindig zsémbes arckifejezést öltő kutya valójában vidám, érzékeny, hűséges, szeretetre méltó, gyengéd lelket takar.
Rendkívül jó természetű, nyugodt és kiegyensúlyozott. Szereti a gyerekeket és sosem agresszív. Kiválóan tartható lakásban, sőt rövid orra miatt nem élhet egész évben a kertben. Turcsi orra van, ennek köszönhetőek a röfögő és prüszkölő hangok, amelyek oly jellemzőek rá. A mopsz igazi családi kutya. Kedves, kiegyensúlyozott és nyugodt. Nem zavarja a szomszédokat, ugyanis csak ritkán ugat, de nem bírja a nagy meleget és hideget. Szereti ha többen is vannak a családban, így tud kivel játszani.

### Fizikai jellemzők
Kis termetű, zömök kutyafajta. Teste négyzet alakú, feje gömbölyű. Szeme nagy, sötét és kidülledő, az embernek az az érzése, hogy mindig szomorú. Szőrzete rövid és fényes, nem igényel olyan sok ápolást, mint a hosszúszőrű fajták. Színe lehet ezüst, fakó, barackszínű és fekete, és ne felejtsük el redő homlokát, fekete maszkját és elasztikus bőrét, amik a legtipikusabb jellemzői a mopsznak.
- Ideális magassága: 30–32 cm
- Súlya: 6,5–8,5 kg